# وکپیبلگا
وکپیبلگا (به لاتین: Vecpiebalga) یک منطقهٔ مسکونی در لتونی است که در Vecpiebalga parish Parish واقع شده‌است.

## خواهرخوانده
شهر بورگل خواهرخواندهٔ وکپیبلگا هست.